# Farnetella
Farnetella is een plaats (frazione) in de Italiaanse gemeente Sinalunga.